# Donald M. Schurman
Donald Mackenzie Schurman (* 2. September 1924 in Sydney, Nova Scotia; † 16. Juni 2013 in Kingston, Ontario) war ein kanadischer Historiker und Hochschullehrer. Der Schwerpunkt seiner Tätigkeit lag auf dem Gebiet der Militär- und Marinegeschichte des viktorianischen Zeitalters. Schurman war Professor an der Queen’s University und lehrte am Royal Military College of Canada. In einer 1997 erschienenen Festschrift wird Schurman als „Begründer der ernsthaften Marinegeschichtsschreibung in Kanada“ gewürdigt.

## Leben und Wirken
Schurman wurde als Sohn eines Beamten geboren. Während des Zweiten Weltkrieges trat er in die Royal Canadian Air Force ein und erreichte dort 1945 den Dienstgrad eines Flying Officer. Nach seiner Entlassung aus dem Wehrdienst nahm er ein Studium an der Acadia University, das er 1949 als Bachelor of Arts abschloss. Anschließend setzte er seine Studien am Sydney Sussex College der University of Cambridge fort. Dort erlangte er 1955 mit der Arbeit Thesen der imperialen Verteidigung 1868–1887 den Grad eines Doctor of Philosophy.
Schurmans Forschungsschwerpunkt lag zunächst auf dem Gebiet der Geschichte des Britischen Empire, fokussierte sich aber bald auf Marinegeschichte. In seinem 1965 erschienenen Buch The Education of a Navy, The Development of British Naval Strategic Thought, 1867–1914 betrachtete er die Entwicklung des strategischen Denkens innerhalb der Royal Navy und eröffnete einen neuen Zugang zu dem Forschungsgegenstand, indem er britische imperiale Politik und Strategie mit den Marinetheoretikern und ihren Persönlichkeiten verband. Diesen Ansatz setzte er mit einer Biographie über Julian Corbett, einen der bedeutendsten britischen Marinestrategen, fort. Schurmans Ansatz beeinflusste die Marinehistorik in Kanada stark, ebenso eine neue Generation von Marinehistorikern in den USA und dem Vereinigten Königreich.
1972 widmete sich Schurman zusammen mit John Matthews, Professor für Englisch an der Queens University, in einem Sabbatical mit der Erforschung des Schriftwechsels von Benjamin Disraeli. Nachdem eine große Anzahl bisher unbekannter Briefe Disraelis aufgefunden worden war, wurde 1975 das Disraeli Project begründet. Schurman und Matthews gaben zusammen mit John Alexander Wilson Gunn, zum damaligen Zeitpunkt Leiter des Forschungsbereiches für Politikwissenschaft an der Queen’s University, zwei Bände des Schriftwechsels Disraelis heraus. Nach dem Aufbrauchen der Fördermittel ruhte das Projekt zunächst, wird aber sporadisch auf Grundlage der Forschungsarbeiten Matthews’ und Schurmans fortgesetzt.

## Publikationen
- Catalogue of the Corbett papers, zusammengestellt von Brian Tunstall unter Assistenz von Peter M. Stanford und D. M. Schurman, (1958)
- The education of a navy: the development of British naval strategic thought, 1867–1914, (1965)
- Julian S. Corbett, 1854–1922 : historian of British maritime policy from Drake to Jellicoe, (1981)
- Benjamin Disraeli Letters, Volume One: 1815–1834, herausgegeben von J. A. W. Gunn, John Matthews, Donald M. Schurman und M. G. Wiebe (1982)
- Benjamin Disraeli Letters, Volume Two: 1835–1837, herausgegeben von J. A. W. Gunn, John Matthews, Donald M. Schurman und M. G. Wiebe (1982)
- A bishop and his people: John Travers Lewis and the Anglican Diocese of Ontario, 1862–1902, (1991)
- Imperial defence, 1868–1887, ¨herausgegeben von John Beeler, (2000)

## Mitarbeit
- A. M. J. Hyatt (Herausgeber): From Dreadnought to Polaris (1973)
- Historians and Britain’s Imperial Strategic Stance in 1914 in John E. Flint, Glyndwr Williams (Herausgeber): Perspectives of Empire: Essays Presented to Gerald S. Graham, (1973)
- Gerald Tulchinsky (Herausgeber): To Preserve and Defend (1976)
- Gerald Jordan (Herausgeber): Warfare in the Twentieth Century (1977)
- Julian Corbett’s Influence on the Royal Navy’s Perception of its Maritime Function in James Goldrick, John Hattendorf (Herausgeber): Mahan is Not Enough: The Proceedings of a Conference on the Works of Sir Julian Corbett and Admiral Sir Herbert Richmond (1993)
- Introduction by John Hattendorf and D. M. Schurman in Julian S. Corbett: Maritime Operations in the Russo-Japanese War, 1904–05. (1994)
- Imperial Naval Defence: The and Now in K. Neilson, E.J. Errington (Herausgeber): Navies and Global Defence (1995)

## Festschrift
- Greg Kennedy, Keith Neilson (Herausgeber): Far-flung lines: essays in imperial defence in honour of Donald Mackenzie Schurman, (1997)[3]